# Tacksägelsekyrkan, Trångsund
Tacksägelsekyrkan, ibland även kallad Trångsunds kyrka, är en kyrka inom Stockholms stift. Den är ritad av arkitekten Sture Frölén och invigdes 1957 i samband med Trångsunds utbyggnad till tätort. 1974 blev den församlingskyrka åt den nybildade Trångsunds församling, som utbrutits ur Huddinge församling. Vid kyrkan finns även en minneslund och en mindre begravningsplats. Tacksägelsekyrkan var församlingskyrka innan Mariakyrkan i Skogås invigdes år 1987, vilken därmed fick överta rollen som ny församlingskyrka.

## Kyrkobyggnaden
Kyrkan är belägen i ett skogsparti utmed gamla Nynäsvägen och väster om Trångsunds centrum och nära stationen utmed Nynäsbanan. Kyrkorummet är litet med plats för ungefär hundra sittande. Invändigt är hela västra långsidans vägg mot skogssidan inglasad. Kyrkklockorna hänger i en klockstapel byggd av trä.

## Inventarier
Tre vackra glasmålningar från 1960 utförda av konstnären Ebba Wadsten. Orgeln installerades samma år.

### Orgel
- 1958 byggdes en orgel av Grönlunds Orgelbyggeri AB, Gammelstad med 5 stämmor. Orgeln var mekanisk. 1961 flyttades orgel till Segeltorps kyrka.

| Manual        | Pedal   |
| Gedackt 8´    | Bihängd |
| Principal 4'  |         |
| Rörflöjt 4'   |         |
| Waldflöjt 2'  |         |
| Cymbel 2 chor |         |

- Den nuvarande orgeln byggdes 1961 av Grönlunds Orgelbyggeri AB, Gammelstad och är en mekanisk orgel.

| Huvudverk I   | Bröstverk II | Pedal            | Koppel |
| Rörflöjt 8’   | Gedackt 8´   | Subbas 16´       | I/P    |
| Principal 4'  | Gedackt 4'   | Gedacktpommer 8´ | II/P   |
| Rörflöjt 4'   | Principal 2' | Fagott 16'       | II/I   |
| Waldflöjt 2'  | Terzian II   | Zinka 4'         |        |
| Mixtur III-IV | Regal 8'     |                  |        |
| Dulcian 8'    | Tremulant    |                  |        |